# Pashupati

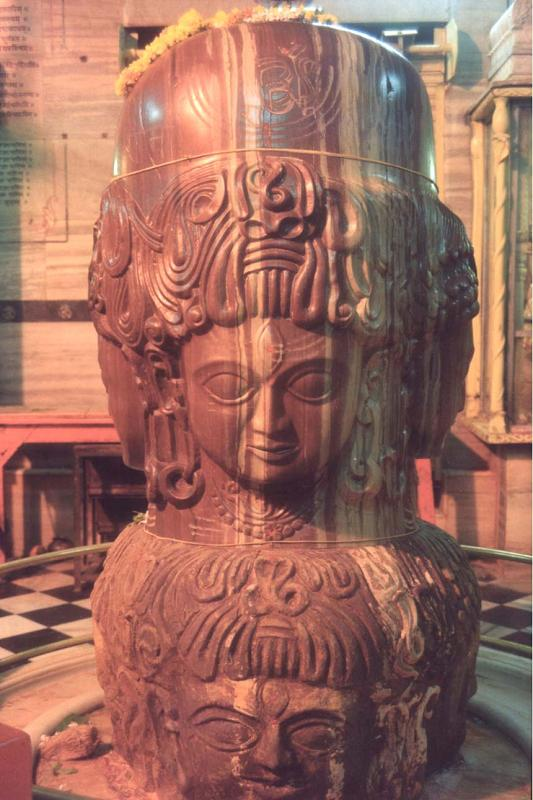

Pashupati (sanskrit IAST :  paśupati ; devanagari : पशुपति) désigne dans l'hindouisme le dieu Shiva, sous la forme du « Maître des âmes » ou du « Maître du troupeau ». Il est une des formes les plus anciennes de Shiva, personnifiant le sacrifice rituel.

## Origine
Pashupati est utilisé dans le Rig-veda comme une des épithètes de Rudra, divinité védique des animaux, de la mort et des orages. Se fondant sur cette signification, John Marshall a interprété un sceau de Mohenjo-daro dans la vallée de l'Indus comme un proto-Shiva. Cette hypothèse est toutefois encore discutée par les spécialistes. Pashupati présente des similitudes avec les dieux pré-chrétiens d'Europe, comme le Cernunnos du chaudron de Gundestrup, similitudes observées également sur de nombreux points du culte

## Présence dans l'hindouisme
Le temple Pashupatinath à Katmandou au Népal lui est dédié. Il est cité dans le Mahābhārata. Pashupata est une arme que Arjuna obtient de Shiva lors de la préparation de la guerre. Elle est l'arme la plus destructive et peut être lancée par l'esprit, la parole ou un arc. Les Pashupatas sont une des plus anciennes sectes de l'hindouisme : leur existence remonterait au moins au IIIe siècle av. J.-C.. Au IIe siècle, ils se réclament de Lakulisha. Ils mettent en avant trois principes : la cause (Shiva), l’effet (de nature matérielle), et la fin de la peine. Leur doctrine est supposée venir directement de Shiva incarné dans un maître nommé Lakulin.